# John Shakespeare
John Shakespeare, född 1529, död 1601, var William Shakespeares far. Han var handskmakare och handelsman till yrket. Han blev senare även borgmästare.